# خمدة
خمدة (بالفارسية: خمده) هي قرية تقع في قسم شهر أباد الريفي في شمال إيران. يقدر عدد سكانها بـ 97 نسمة بحسب إحصاء 2016.